# Sommer-Paralympics 2024/Teilnehmer (Lesotho)
| stlisierte Goldmedaille | stlisierte Silbermedaille | stlisierte Bronzemedaille |
| ----------------------- | ------------------------- | ------------------------- |
| —                       | —                         | —                         |

Lesotho entsandte für die Paralympischen Spiele 2024 in Paris zwei Leichtathleten.

## Teilnehmer

### Leichtathletik
| Athleten                                            | Klassifizierung | Wettbewerb  | Vorlauf/Vorkampf | Vorlauf/Vorkampf | Halbfinale    | Halbfinale    | Finale        | Finale        | Rang |
| Athleten                                            | Klassifizierung | Wettbewerb  | Zeit/Weite       | Rang             | Zeit/Weite    | Rang          | Zeit/Weite    | Rang          | Rang |
| --------------------------------------------------- | --------------- | ----------- | ---------------- | ---------------- | ------------- | ------------- | ------------- | ------------- | ---- |
| Frauen                                              |                 |             |                  |                  |               |               |               |               |      |
| Litsitso Khotlele                                   | F64             | Kugelstoßen | —                | —                | —             | —             | 7,75 m (PB)   | 13            | 13   |
| Litsitso Khotlele                                   | F64             | Diskuswurf  | —                | —                | —             | —             | 23,31 m (SB)  | 11            | 11   |
| Männer                                              |                 |             |                  |                  |               |               |               |               |      |
| Zimesele Khamoqane Begleiter:Komane Petrose Ralejoe | T11             | 400 m       | DSQ (R19.4)      | —                | ausgeschieden | ausgeschieden | ausgeschieden | ausgeschieden | —    |

DSQ: disqualifiziert
R19.4: Begleiter vor Athlet eingelaufen
PB: Persönliche Bestleistung
SB: Persönliche Saisonbestleistung